# Coosje Guilleron
Coosje Guilleron, artiestennaam van Coosje van Wijk (Amsterdam, 9 oktober 1919 - Oosterbeek, 30 november 2014) was een Nederlandse zangeres van cabaret en  internationaal folkloristisch repertoire, en eveneens schrijfster van kinderliedjes. Met name bekend werd zij door haar Franse repertoire, maar ook door haar sterke voordracht en sfeervolle presentatie.
Coosje van Wijk werd geboren op 9 oktober 1919 als dochter van Hendrik Hugo van Wijk (1886 - na 1962) en Jacoba Constantia Koppen (1892-1971). Haar ouders zongen beiden in het Amsterdamse toonkunstkoor onder leiding van Willem Mengelberg en Coosje zong in 1938 voor de eerste maal als koorlid tezamen met haar ouders in de Matthäus-Passion.  Na haar studie tekenen aan de Rijksakademie van beeldende kunsten in Amsterdam debuteerde ze in 1943 tijdens de oorlogsjaren en trad ze op bij verschillende cabaretgezelschappen. Over haar optreden in het gezelschap de Jonge Nederlanders van Wim Ibo werd geschreven: Coosje Guilleron zong weer eenige Bretonsche liedjes, waarvan 'Cantique du Depart' mij het beste toescheen. Haar eenvoudige voordracht en gevoelvolle stem maakten haar Botrel-achtige repertoire tot een verdiend succes. Met Ben Steggerda ... zingt Coosje Guilleron ook nog in 'Oud-Hollandsche Fragmenten', waarvoor een dankbaar gebruik was gemaakt van bijna vergeten liedjes van Manna de Wijs-Mouton en van Emiel Hullebroeck.
Al in 1943 trad ze op voor de radio (hierna werd ze korte tijd aangeduid als 'de nieuwe radioster') en later ook op de TV, waaronder de eerste televisieavond van de NCRV op 12 oktober 1951, waarover de Telegraaf schreef Van de volksliederenzangers voldeed Coosje Guilleron door haar vocaal-mimische typeringen en haar gitaarspel. In het hoorspel van de Nederlandse Schoolradio De reis van met Kon-Tiki speelde ze de rol van papegaai Lorre.
In 1957 trad ze kort op bij de NCRV televisie met Tob de Bordes in het programma Scherven die geluk brengen, waar bij zij zong en De Bordes een tekst voordroeg uit Weerzien van heiligen.
Op de 45 toeren Ep Die winter is vergangen zong ze begin jaren zestig een zestal traditionele Nederlandse volksliedjes. Ook maakte ze met het kinderkoor 'De Merels' twee plaatjes met het jongetje Erik als onderwerp. Op TV speelde ze mee in En Marlborough trok ten strijde (1961) en In Holland staat een riddergoed (1962), beide van Willy van Hemert.
Coosje Guilleron was eerst getrouwd met de kunstschilder Karl Frank Carvalho (1916-1972) en daarna met Jacques Servais Louis Pisuisse (1904-1973), de zoon van zanger en cabaretier Jean-Louis Pisuisse. Uit deze huwelijken werden respectievelijk drie en één dochter(s) geboren.